# Sturnella defilippii
Sturnella defilippii là một loài chim trong họ Icteridae.